# فراسایی

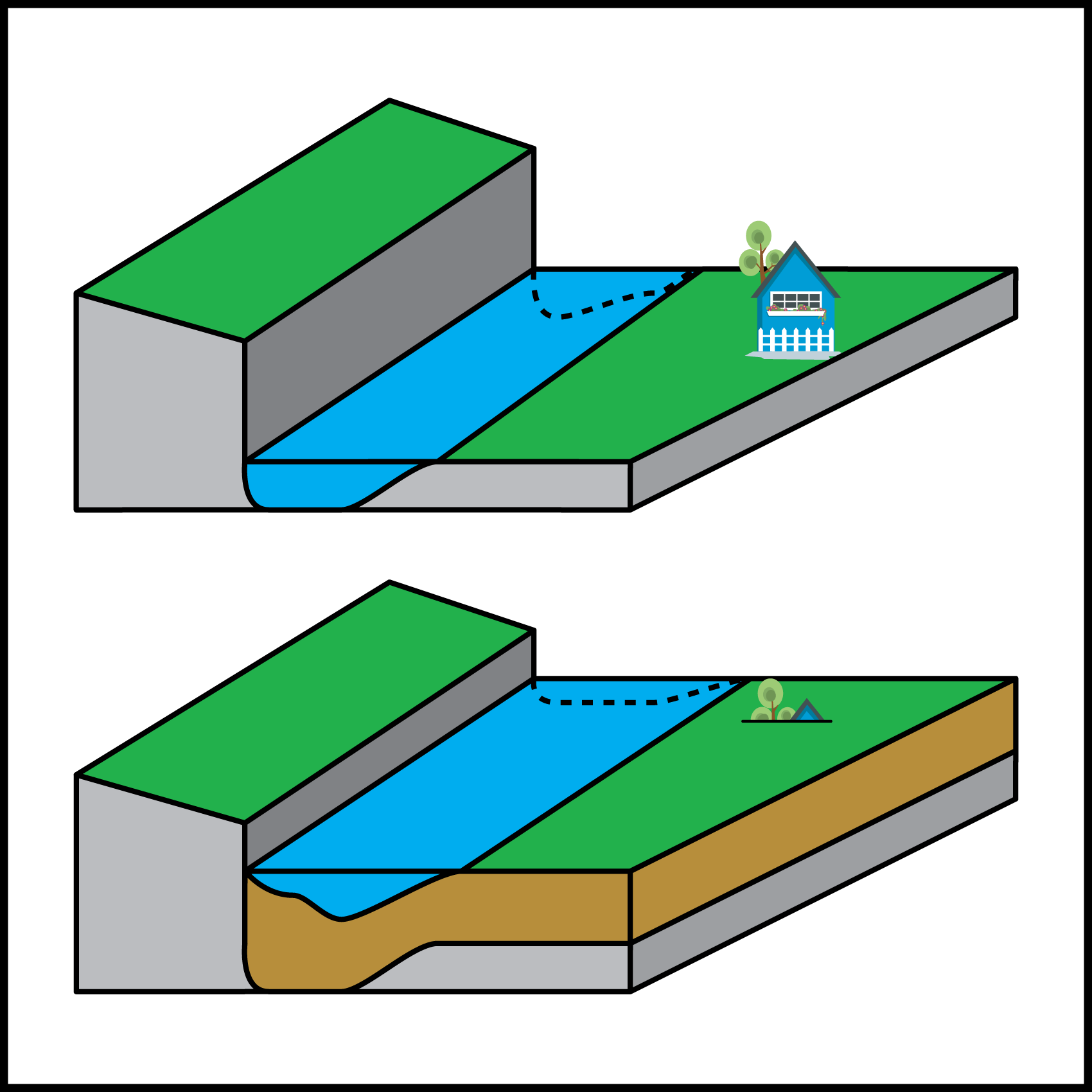
نمای شماتیک فرایند آبرفت‌گذاری (فراسایی) در کانال یک رودخانه. در این شکل رسوبات با رنگ قهوه‌ای مشخص شده‌اند. در شکل بالا رودخانه بر روی سنگ بستر جریان دارد ولی به‌دلیل نهشته‌شدن رسوبات با گذر زمان بستر رودخانه بالا آمده است که این فرایند باعث مدفون شدن خانه در شکل پایین شده است.

فراسایی، برافزایی یا آبرفت‌گذاری (انگلیسی: Aggradation) اصطلاحی است که در زمین‌شناسی برای بیان افزایش ارتفاع زمین به‌ویژه در سامانه‌های رودخانه‌ای بر اثر رسوب‌گذاری نهشته‌ها به‌کار می‌رود. فراسایی که در مناطقی اتفاق می‌افتد که مقدار رسوبات موجود بیش‌تر از میزان موادی است که سامانه رودخانه‌ای قادر به انتقال آن‌ها است. معادله اکسنر تعادل حجم میان رسوبات منتقل‌شده و رسوبات موجود در بستر را تشریح می‌کند.
محیط‌های دارای فراسایی عموماً آبرفت‌های رودخانه‌ای پست و کم‌ارتفاع، دلتای رودها و مخروط افکنه‌ها است. این محیط‌ها اغلب بر اثر پدیده نشست زمین دارای کاهش ارتفاع تدریجی هستند که افزایش ارتفاع سطح زمین بر اثر فراسایی را متعادل می‌کند. یک محیط فراسایی پس از میلیون‌ها سال به حوضه رسوبی تبدیل می‌شود که شامل رسوبات نهشته‌شده، کانال‌های قدیمی و دشت‌های سیلابی است.
فراسایی ممکن است بر اثر تغییرات اقلیم، کاربری زمین و فعالیت‌های زمین‌شناختی مانند فوران آتشفشانی، زمین‌لرزه و گسل‌خوردگی پدید آید.